# AVA Festival
Le AVA Festival est un festival de musique récurrent basé à Belfast, consacré à la musique électronique et aux arts visuels, fondé en 2015. Des événements AVA ont également eu lieu aux Pays-Bas, en Grande-Bretagne et en Inde.

## Histoire
Le festival a été fondé en 2015 par Sarah McBriar, frère de Matthew McBriar de Bicep, qui après avoir assisté au festival de Glastonbury avait voulu organiser un événement similaire à Belfast. Le nom AVA est un acronyme de Audio, Visual and Arts,,. Bien que l'événement inaugural ait eu lieu à Belfast en 2015, le festival a également eu lieu à Mumbai, Amsterdam, Glasgow et Londres. La première édition a eu lieu avec environ 1500 participants sur une journée, en 2022 il accueille 16000 participants pendant un week-end,. En 2018, l'événement a eu lieu dans un « ancien entrepôt B&Q », l'événement de 2020 a été annulé en raison de la pandémie de COVID-19. En 2021, l'événement a eu lieu aux terrains de jeu de Boucher Road à Belfast, et en 2022, l'AVA a eu lieu au Titanic Slipway également à Belfast,,,. En 2023, l'AVA Festival a eu lieu à l'Ormeau Park à Belfast. L'édition 2024 du AVA Festival se déroulera les 31 mai et 1er juin à Titanic Slipways, à Belfast. Il s'agit de la dixième édition du festival.
Depuis 2015, AVA a organisé plus de 100 événements et festivals, diffusés en streaming à plus de 25 millions de téléspectateurs dans le monde et soutenant des centaines d'artistes à travers ses conférences.
L'événement propose généralement des performances de groupes de musique électronique, qui incluent à la fois des musiciens locaux et des musiciens reconnus au niveau international. Parmi les artistes qui ont joué à l'AVA, on compte Holly Lester, Larry Heard, LSDXOXO, Orbital et Bicep,,,. Le festival comprend également des conférences et des débats. L'AVA a été décrit dans la presse musicale comme « l'un des festivals électroniques les plus excitants au monde » et a été crédité d'avoir créé un « deuxième âge de la rave » en Irlande du Nord,.